# Roger Wielgus

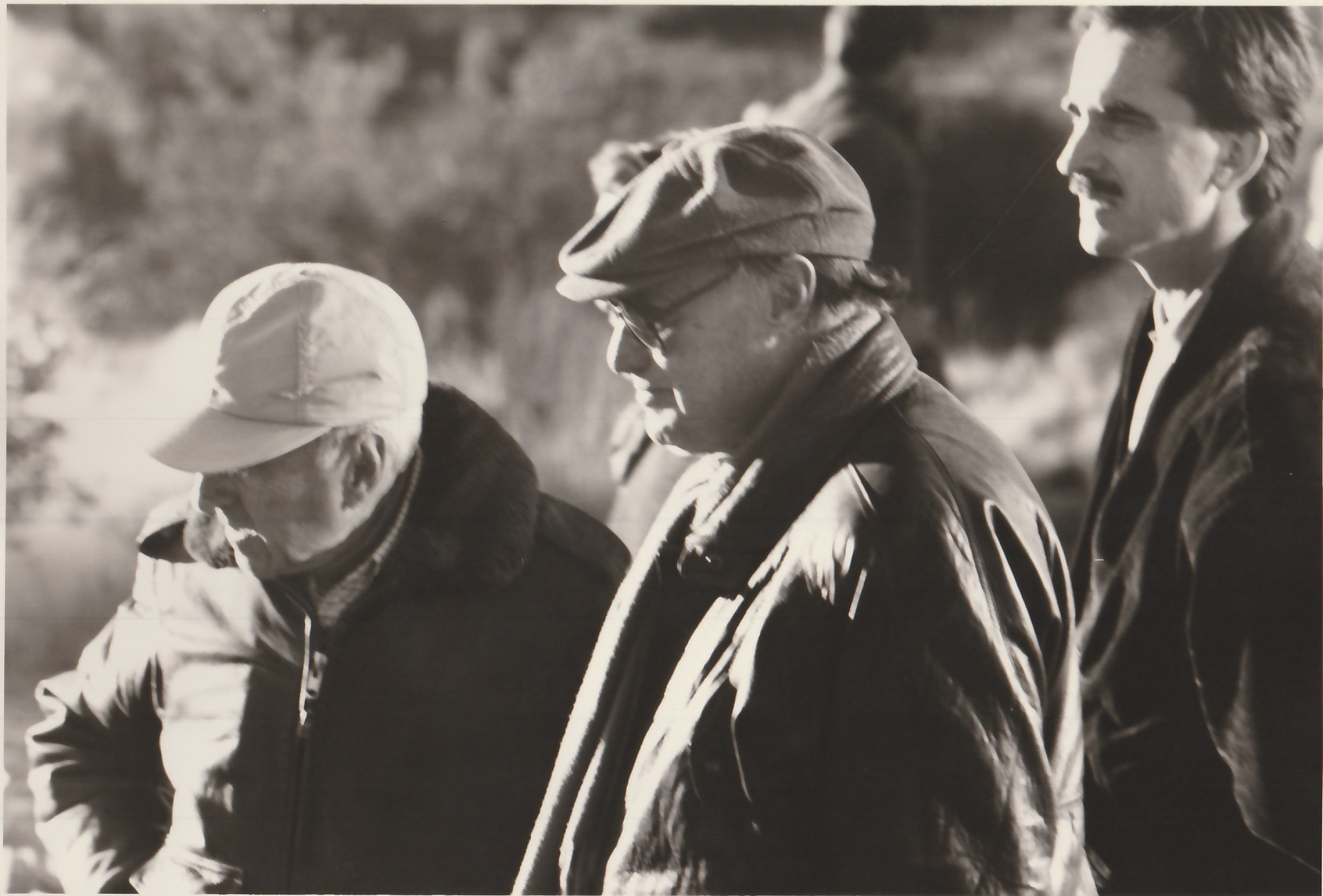
Roger Wielgus en compagnie de Richard Fleischer et Jack Cardiff dans le désert de Mojave à l'occasion du tournage de Call from Space.

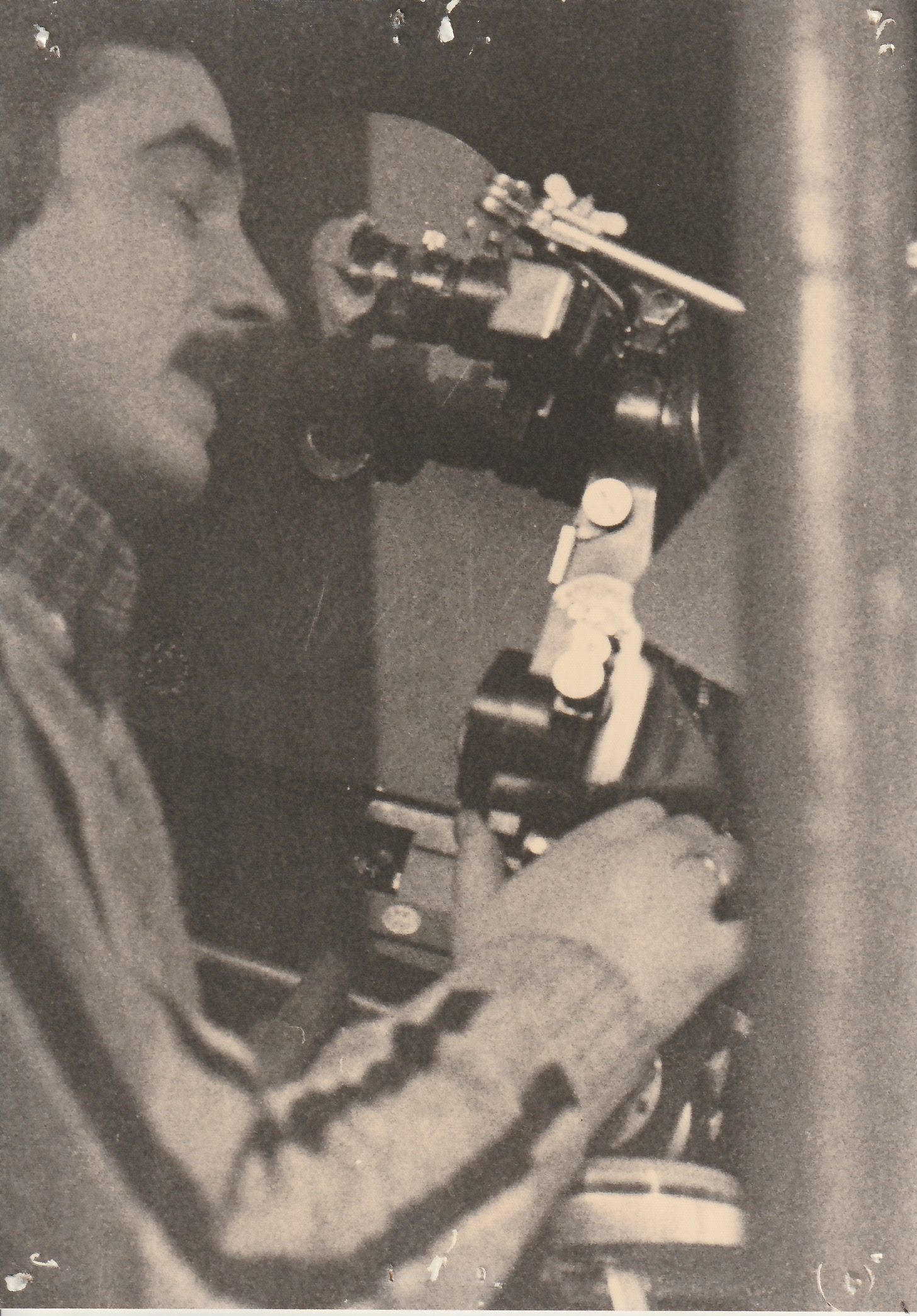
A l'oeilleton du mythique Cameflex en 1976 lors du tournage d'Enigme en Polychrome.

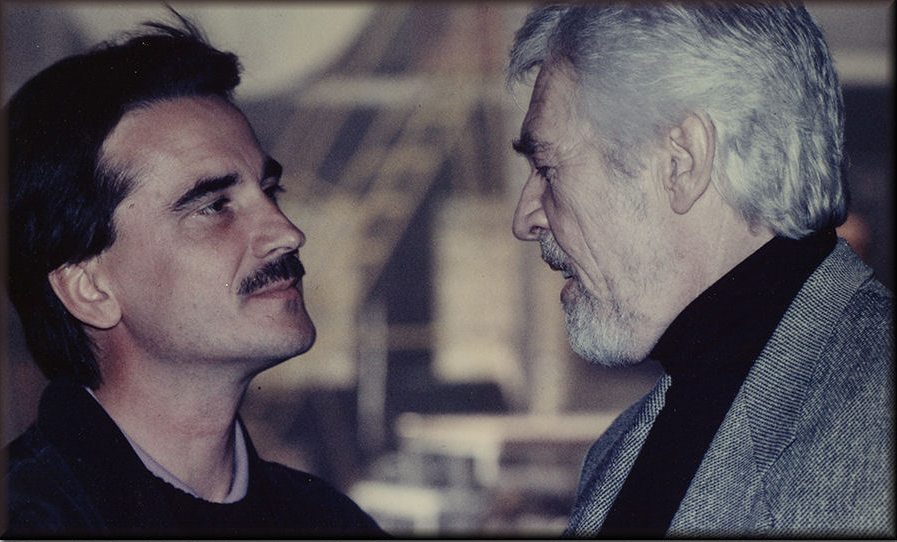
Roger Wielgus et James Coburn durant le tournage de Call from Space.

Roger Wielgus est un réalisateur français, né le 9 juin 1951 à Brumath en France, de parents immigrés polonais.

## Biographie
Après plusieurs courts-métrages de fiction, des films institutionnels, des années d'assistanats de mise en scène sur des productions internationales comme Julia, René la Canne, Die Roppenheimer Sau, Christian Hahn, Die Eisenbahn
et une courte carrière comme producteur, avec à son actif, plusieurs longs métrages dont Call from Space film américain réalisé par Richard Fleischer, Ciplak d'Ali Ozgentürk, ou Jours Clandestins de Nikolaus Leitner. Il poursuit sa carrière de réalisateur en Europe et plus particulièrement en Allemagne où il réalise des épisodes de plusieurs émissions et fictions TV comme la série Hinter Gittern  diffusée de 1997 à 2005. Depuis 2004 il collabore régulièrement à la série française Plus belle la vie. En 2010 il part au Maroc mettre en route la première fiction industrielle 100 % marocaine, Zinat Al Hayat, dont il réalise les quinze premiers épisodes. En 2011 il réalise Course contre la Montre. 
Il est aussi à l'origine, avec Ben Stassen, coproducteur et coscénariste,de Devil's Mine Ride, le premier film en cinéma dynamique réalisé en images réelles et en images de synthèse et diffusé au format Showscan 70mm. Ce film a été primé en 1992 au Festival Imagina et au Siggraph de Las Vegas.

## Filmographie

### Réalisateur
- 1976 : Légal (Films Chawiel) Réalisateur
- 1977 : Cigarettes, Whisky et.... (Films Chawiel - Studios de Boulogne) Réalisateur
- 1978 : Enigme en Polychrome (Films Chawiel - Studios de Boulogne) Réalisateur
- 1980 : Strasbourg, Ville Libre Royale (Films Chawiel) Réalisateur Producteur
- 1980 : Fetal Heart Echography (Films Chawiel - CHU Strasbourg) Réalisateur
- 1985 : Pierre Pflimlin (Suedwestfunk Baden Baden) Réalisateur
- 1985 : Lotte Reiniger (Suedwestfunk Baden Baden) Réalisateur
- 1985 : Grenz Kabarett, Cabaret Frontière (Suedwestfunk Baden Baden) Réalisateur
- 1988 : Big Bang, Smurfs (Telfrance - Sorepark) Réalisateur - Producteur
- 1989 : Call from Space ( Showscan Film Corporation Los Angeles) Producteur
- 1991 : Betty Boop is back (Dream Factory- LBO - Fleischer Studios) Producteur
- 1991 : Ciplak ( Asia Films Istanbul) - Astria Athènes - Dream Factory Paris Producteur
- 1992 : Devil's Mine Ride ( Dream Factory Paris - LBO Bruxelles - Showscan Film Corporation Los Angeles) Réalisateur Producteur
- 1993 : Saint Bernard et les cisterciens - Les géant décapité ( Tracol Films) Réalisateur
- 1995 : Agra Fort - Erbe der Menschheit (NDF - Alert Films - ZDF - SWR) Réalisateur
- 1995 : Tadj Mahal - Erbe der Menschheit ( NDF - Alert Films - ZDF - SWR) Réalisateur
- 1995 : Schwarze Tage ( Jours Clandestins)  (ORF- France 2-RAI) Producteur
- 1996 : Badischer Volkstheater ( Suedwestfunk Baden Baden) Réalisateur
- 1996 : Swarovski in Paris ( Katzelmeyer Film Produktion - ORF ) Réalisateur
- 1996 : Sven Boldenstern ( Katzelmayer Film Produktion - ORF ) Réalisateur
- 1996 : Nino Cerruti ( Katzelmayer Film Produktion - ORF) Réalisateur
- 1996 : Kino, Kino ( Bayrischer Rundfunk) Réalisateur
- 1996 - 1997 : 20 épisodes de la série Alle zusammen - Jeder für sich ( UFA Grundy Berlin) Réalisateur
- 1997 - 2004 : 32 épisodes de la série Hinter Gittern (UFA Grundy BErlin) Réalisateur
- 2004 - 2011: 350 épisodes de Plus belle la vie (TelFrance Séries) Réalisateur
- 2010 :  15 épisodes de Zinat al Hayate (Ali'N Casablanca) Réalisateur
- 2011 : Course contre la montre (Telfrance) Réalisateur
- 2011 - 2020: 300 épisodes de Plus belle la vie (Telfrance Séries ) Réalisateur

### Acteur
- 2008 : Plus belle la vie (saison 4) : Roger